# Prameniště (přírodní rezervace)
Prameniště je přírodní rezervace v Pancířském hřbetu na Šumavě, mezi obcí Čachrov a městem Železná Ruda v okrese Klatovy. Rezervace sestává z několika územně nesouvisejících částí; tvoří ji jednak pramenná oblast a nejhořejší tok řeky Křemelné na východním úbočí hory Můstek (1235 m), dále zdrojová oblast jejího přítoku Slatinného potoka po východní straně hory Pancíř (1214 m) a také prameniště řeky Řezné na jižním svahu Pancíře. Oblast spravuje Správa NP a CHKO Šumava. Důvodem ochrany je zachování systému pramenišť a rašelinišť kolem říčky Křemelná se všemi jejich součástmi, včetně rostlinných a živočišných společenstev, zajištění uchování a obnovy autoregulačních funkcí ekosystému.

## Galeríe

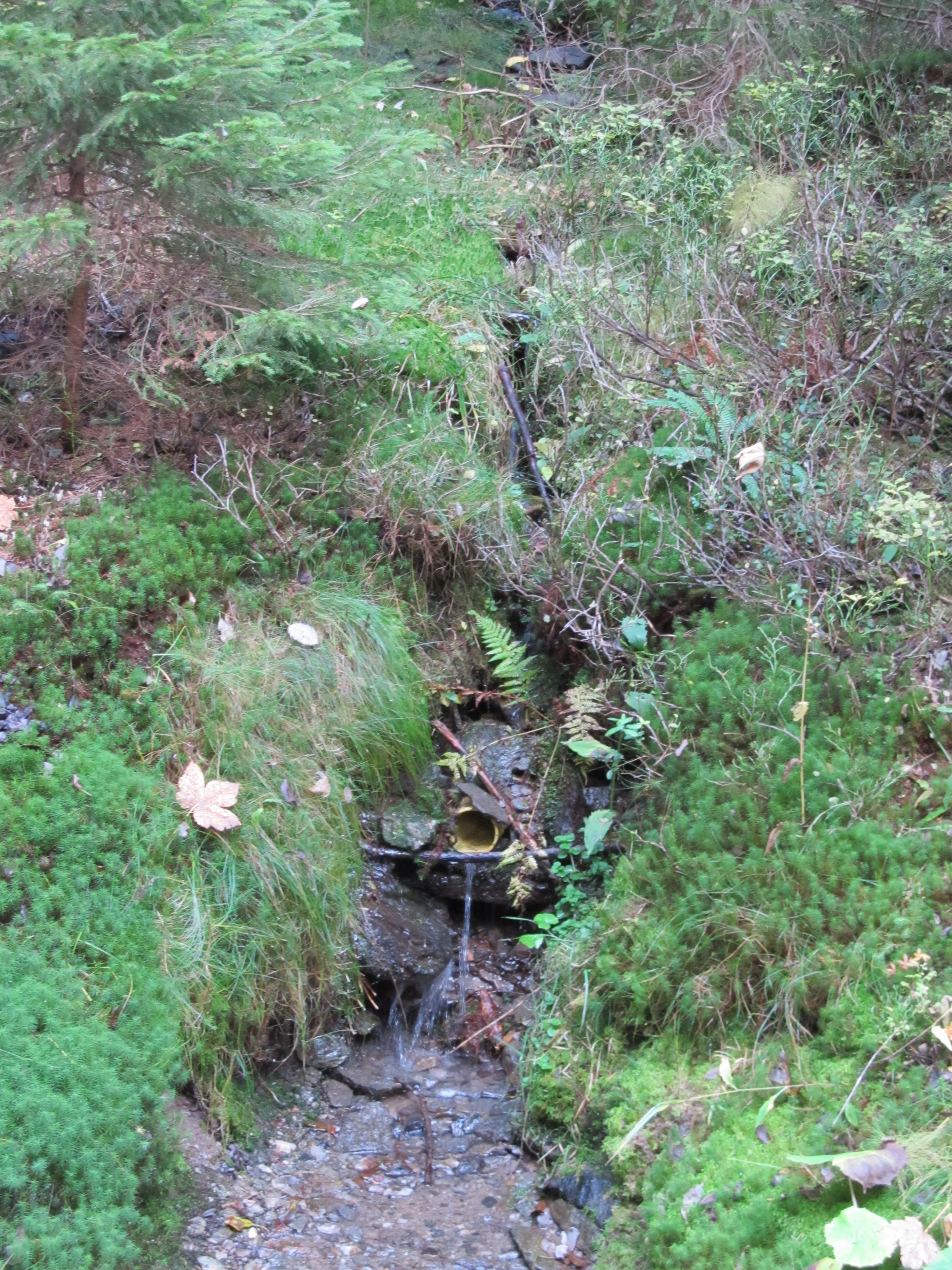
Pramen Řezné na jihovýchodním svahu Pancíře (2013)
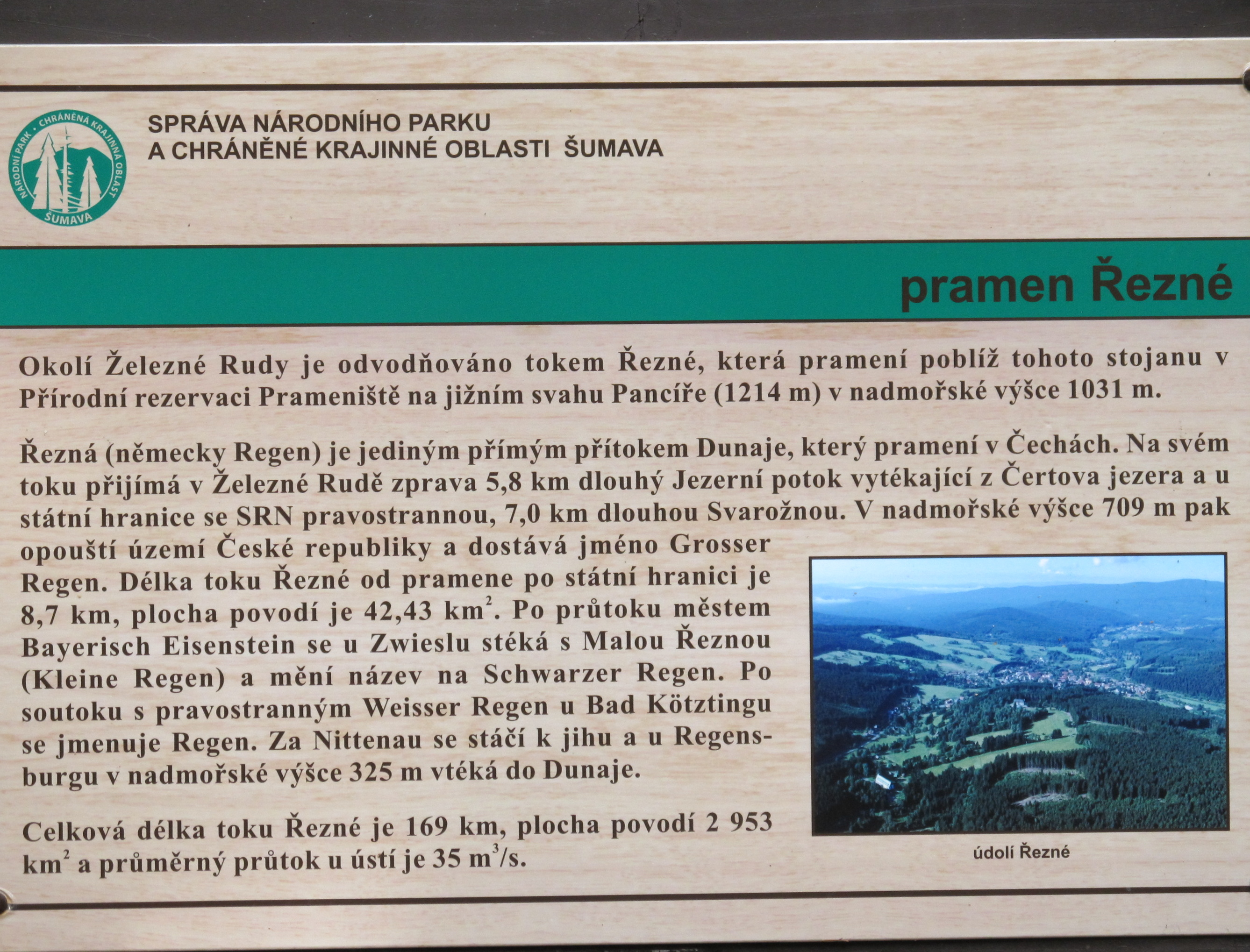
Informační tabule u pramene Řezné
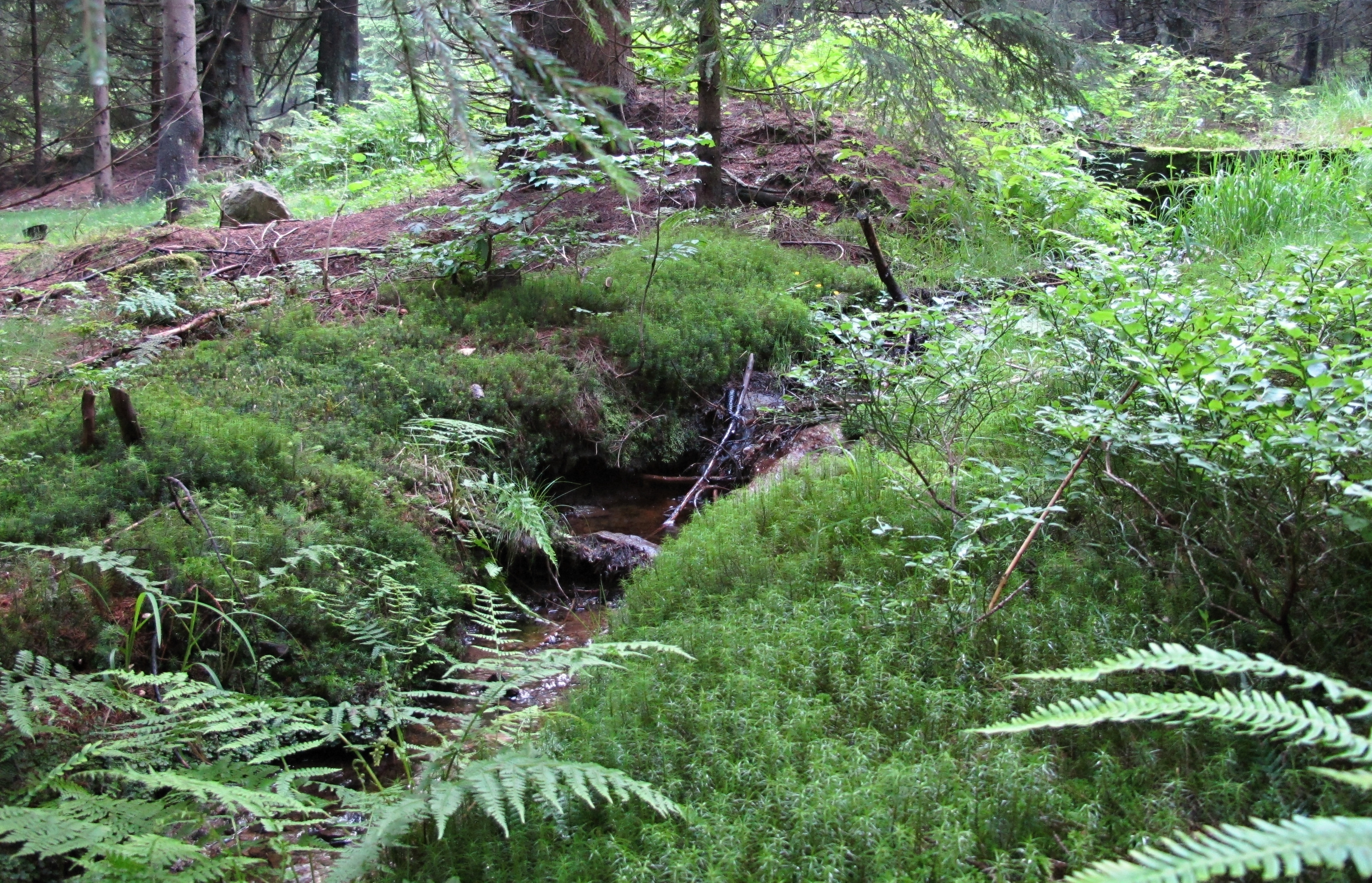
Pramenná oblast Řezné v jedné ze čtyř částí přírodní rezervace Prameniště
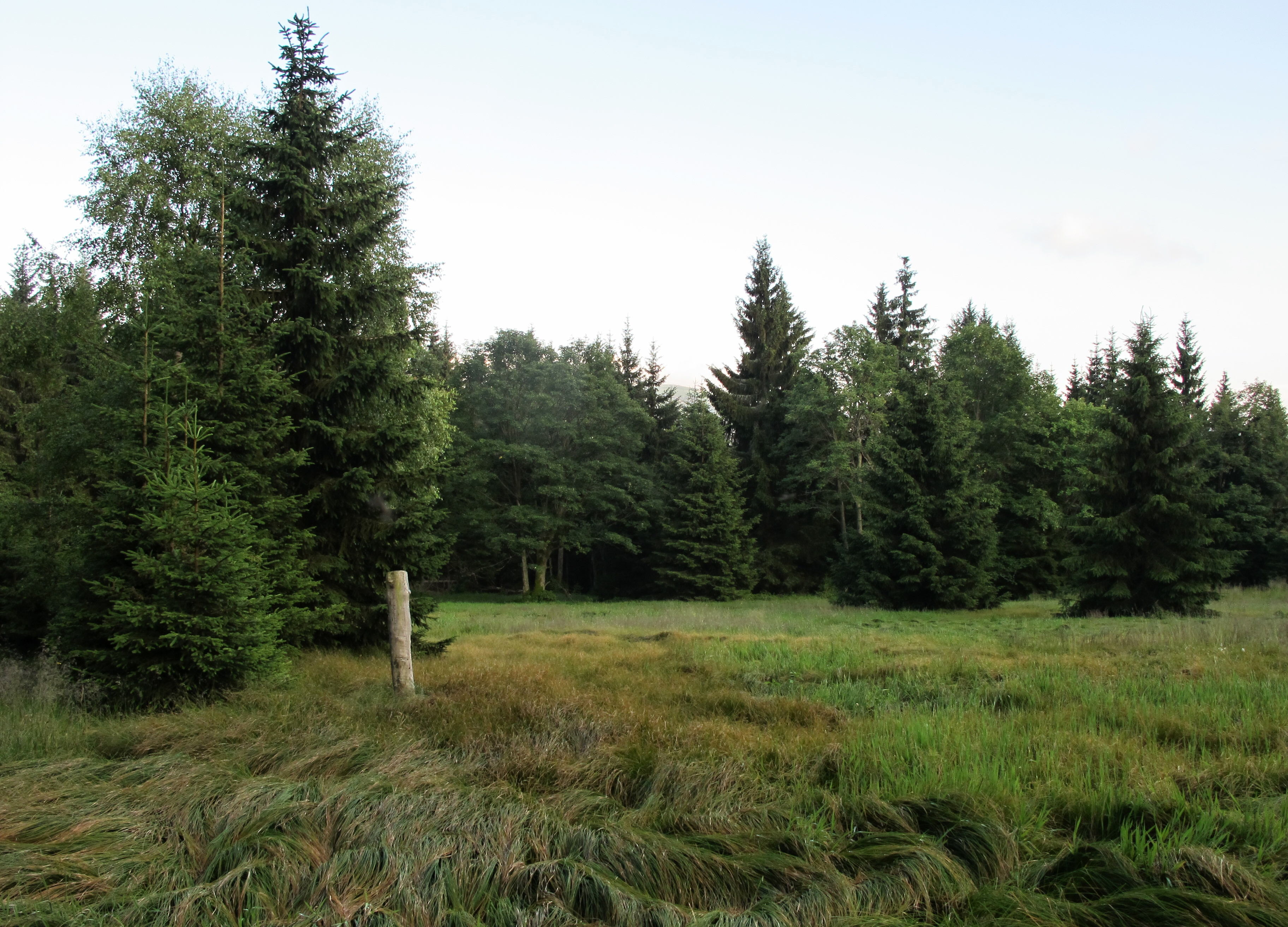
Přírodní rezervace Prameniště
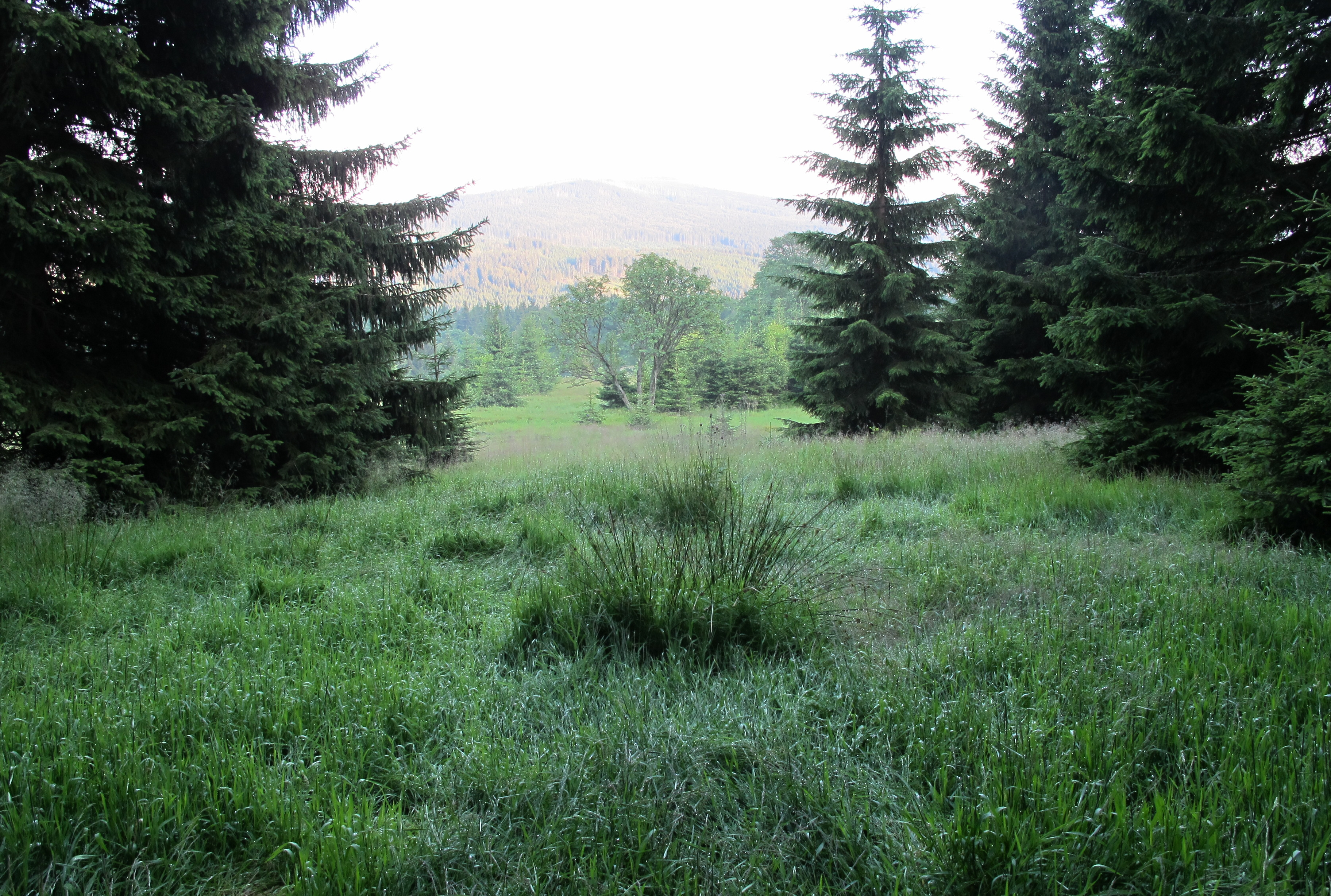
Přírodní rezervace Prameniště
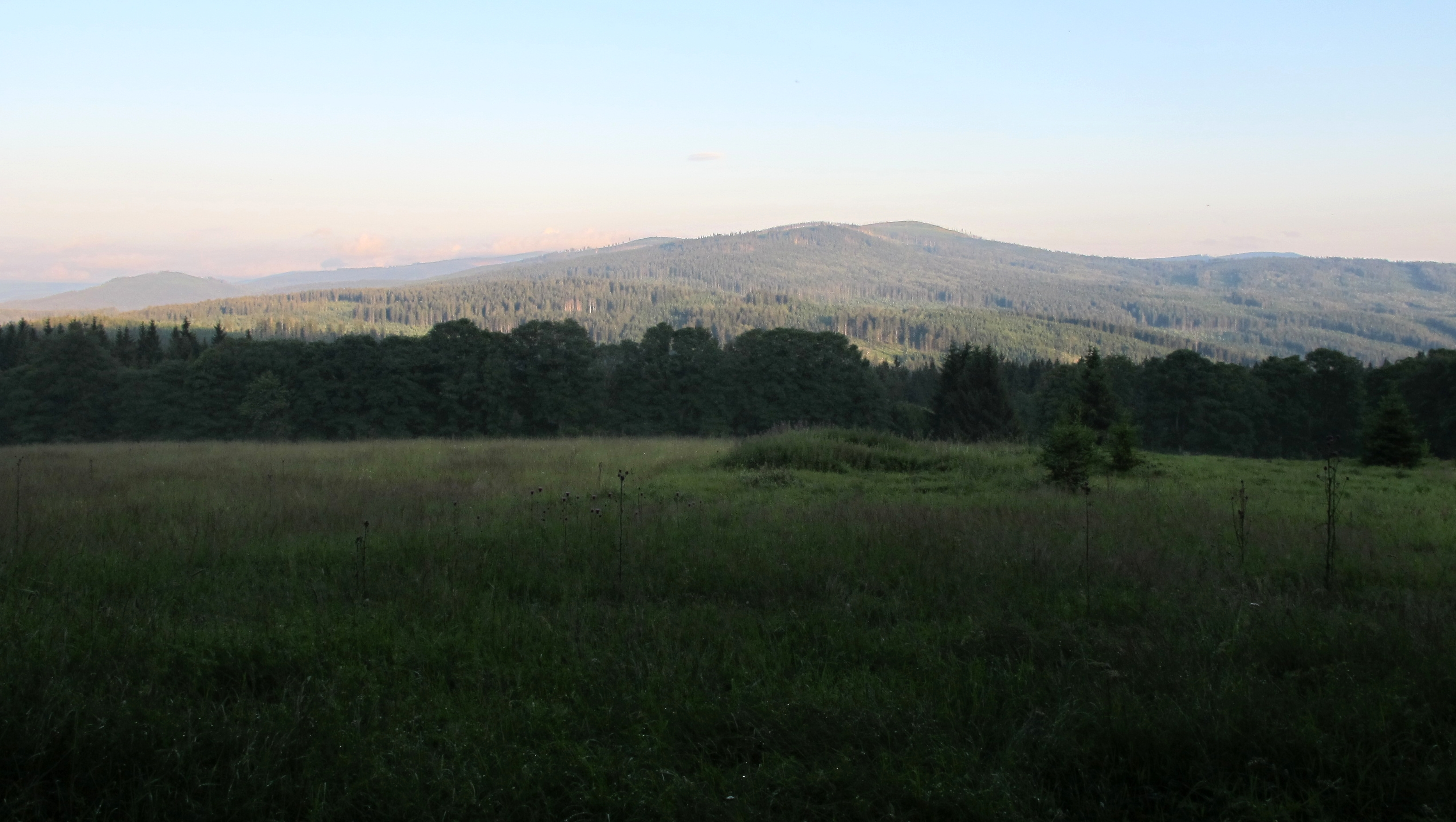
Přírodní rezervace Prameniště
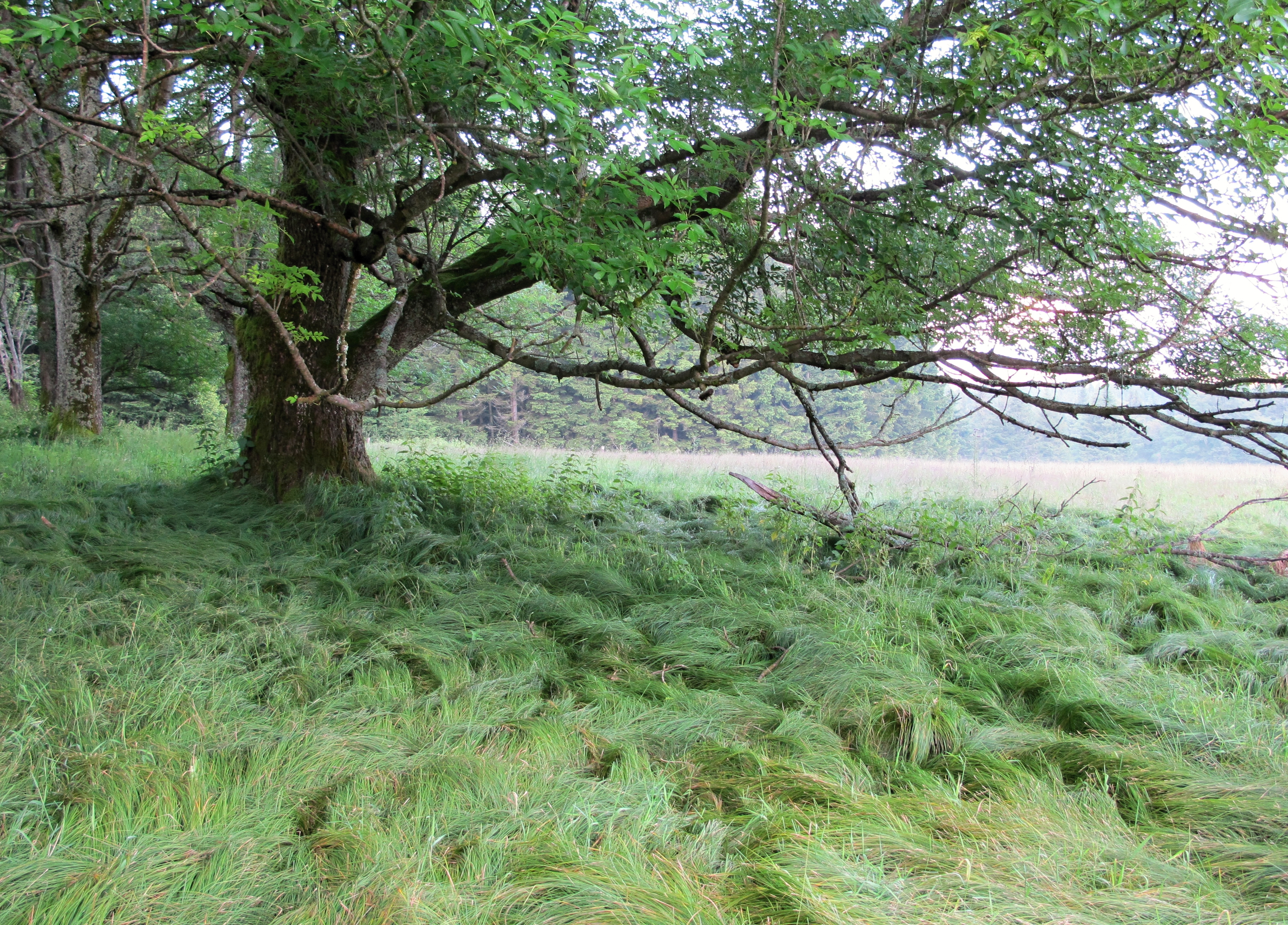
Přírodní rezervace Prameniště
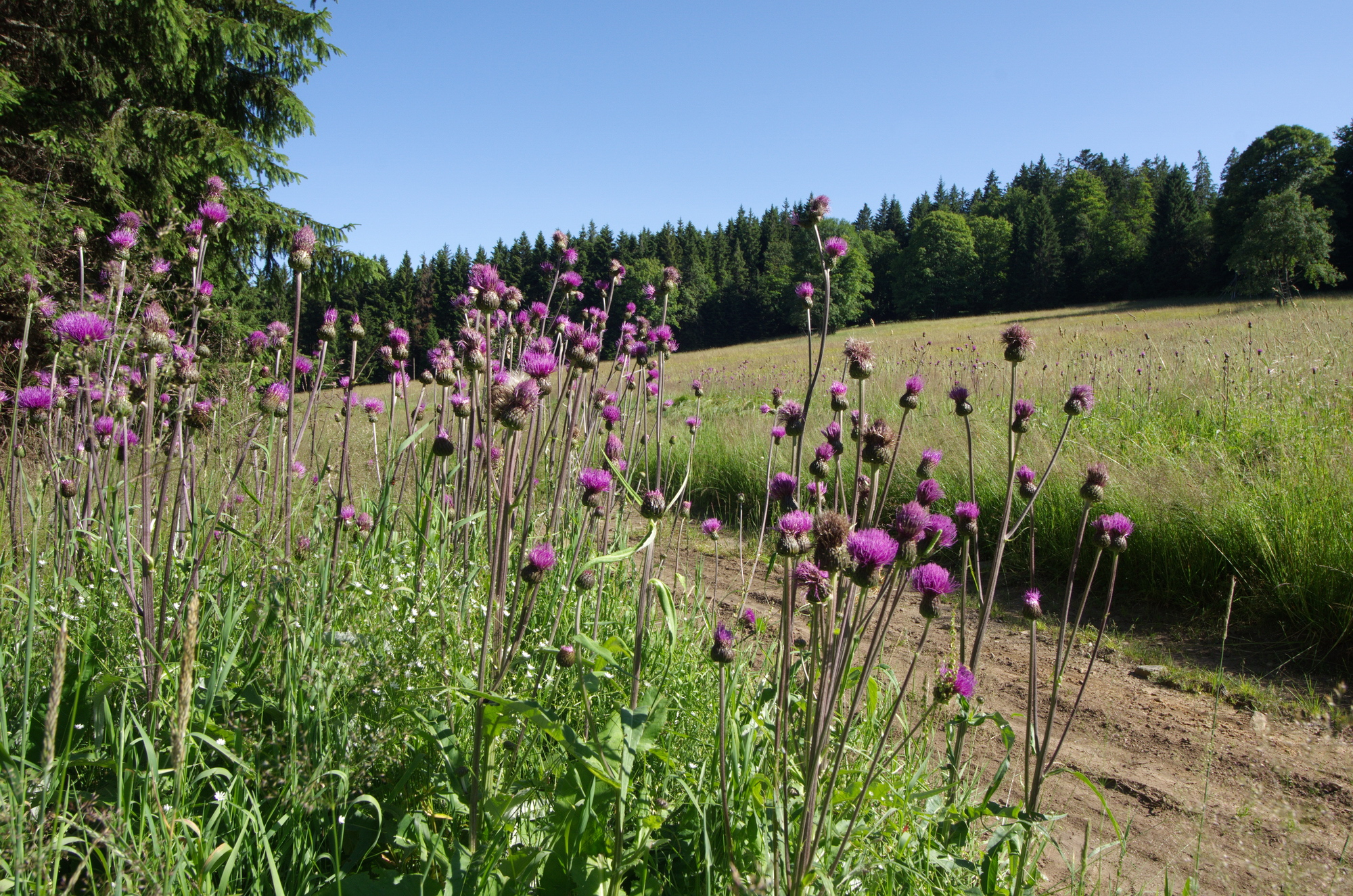
Přírodní rezervace Prameniště